# 蘭布角
蘭布角（英語：Cape Lamb），是南極洲的海岬，位於葛拉漢地的維加島西南端，由奧托·努登舍爾德率領的瑞典探險隊發現，現時由南極條約體系管理。